# Gastronogeek
« Gastronogeek » redirige ici. Pour le vulgarisateur scientifique, voir Astronogeek.
Thibaud Villanova, aussi connu comme Gastronogeek, est un cuisinier, écrivain et créateur de contenus français, né en 1985. Sa cuisine s'inspire des cultures de l’imaginaire et de la pop culture.

## Biographie
Fils d'artisan boulanger, Thibaud Villanova est un chef cuisinier, consultant culinaire et auteur de livres de cuisine. Thibaud Villanova a travaillé au Dernier Bar avant la fin du monde à Paris de 2012 à 2014 avant de devenir indépendant.
En 2014, il crée la marque Gastronogeek et, en septembre de cette même année, sort son premier livre de recettes autour de thèmes de la culture geek aux éditions Hachette Pratique. Les préfaces ont été écrites par Nicolas Beaujouan et le Chef Thierry Marx. En 2020, la marque Gastronogeek compte 220 000 livres de cuisine vendus à travers le monde (Europe, États-Unis, Chine...).

### Activité d'écrivain
Il commence ensuite à développer une activité de traiteur spécialisé dans le domaine de l'Entertainment et, en septembre 2015, publie le second volume de Gastronogeek sous le nom Le Livre des potions. L'ouvrage est composé de 70 recettes (soupes, smoothies, sauces et cocktails) créées en collaboration avec la barmaid Stéphanie Simbo. L'ouvrage est préfacé par Marcus.
En octobre 2016, il sort Star Wars Cantina, le livre de cuisine officiel de la saga Star Wars, composé de 40 recettes, ainsi qu'Apéro quiz geek, un jeu regroupant 600 questions sur la culture geek.
Deux mois plus tard, alors que son premier livre est publié en Espagne et en Allemagne (sous le titre Food Fiction: : 42 fantastische Rezepte für Filmfreaks), Thibaud Villanova lance sa chaîne YouTube de tutoriels de cuisine, où il reprend en vidéo certaines recettes tirées de ses ouvrages et propose également des créations inédites, toujours inspirées de références de la culture geek.
En mai 2017, Thibaud Villanova publie un hors-série spécial séries TV intitulé Gastronogeek spécial séries cultes. Ce livre, co-écrit avec la journaliste culinaire Mathilde Bourge, propose 37 recettes inspirées de séries télévisées populaires telles que X-Files, Star Trek, Lost et Stranger Things.
Il finance en grande partie ses ouvrages par le financement participatif, via la plateforme Ulule.
Le 8 janvier 2020, il réussit à financer Tsunami Island: Battle Royale sur Ulule,. Ce projet réalisé avec Antoine Béon, est un jeu de plateau jouable de 2 à 6 joueurs, qui reprend le principe de Battle royale. La mécanique de zone est matérialisée dans le jeu par un Tsunami qui vient s'abattre sur l'île à la fin de chaque tour.
Le 11 janvier 2021, il réussit à financer La cuisine dans Zelda : Les Recettes inspirés d'une saga Mythique sur Ulule.

### Vulgarisation culinaire
À partir d'octobre 2019, il rejoint la Web TV LeStream comme streameur, où il tient des créneaux de cuisine pédagogique inspirée de la pop culture, en compagnie d'invités.
En février 2020, il ouvre sa chaîne Twitch personnelle, où il varie ses contenus : react (rediffusion et commentaire) d'émissions culinaires (Top Chef, Le Meilleur Pâtissier...), de reportages en lien avec la cuisine et l'alimentation, ainsi que des émissions de cuisine en compagnie d'invités, dans son studio. Il oriente ses commentaires techniques vers la pédagogie, en faveur d'une éducation populaire à la cuisine faite maison, saine, de saison, et débarrassée de produits industriels.
En décembre 2021, Thibaud Villanova participe en tant que membre du jury à l'émission My Tiny Restaurant, diffusée sur Tipik (RTBF), aux côtés de la cheffe Isabelle Arpin et de l'investisseur Jonathan Blanchart.
En mars 2022, il commence une activité de podcasts[source secondaire souhaitée], où il part à la rencontre de chefs accomplis et médiatiques, et où il diffuse des recettes de cuisine sous format audio.
En septembre 2022, il participe à la saison 8 de l'émission Objectif Top Chef en tant que jury éphémère.

### Financements participatifs
- La cuisine dans Zelda : Les recettes inspirées d'une saga Mythique, de Thibaud Villanova, fin de collecte en février 2021.
- Food Wars : Les recettes non officielles, de Thibaud Villanova, fin de collecte en mai 2022.
- La cuisine pour les sorciers : Le livre de recettes non-officielles inspirées par la saga magique, de Thibaud Villanova, fin de collecte en octobre 2023.
- Le Seigneur des Fourneaux : Le livre de recettes non officiel hommage à la saga légendaire, de Thibaud Villanova, fin de collecte en novembre 2024.

## Ludographie
- Boîte Apéro Quiz Gastronogeek, par Thibaud Villanova, Hachette Heroes, octobre 2016.
- Apérôle : Les disparus de Markam High, par Thibaud Villanova, Hachette Heroes, octobre 2020.
- Apérôle : Le dragon de foudreciel, par Thibaud Villanova, Hachette Heroes, octobre 2020.
- Tsunami Island: Battle Royale, par Antoine Béon, Thibaud Villanova et Clément Masson, Heroes Games, février 2021.

## Podcasts
- Pop' Chef, sur Deezer (mars 2022)
- Les Recettes, sur Deezer (mars 2022)

## Filmographie

### Acteur
- 2012 : La dernière série avant la fin du monde de Golden Moustache : Hoagie Marston[15]

## Télévision
- 2021 : My Tiny Restaurant sur Tipik
- 2022 : Objectif Top Chef sur M6

## Galerie

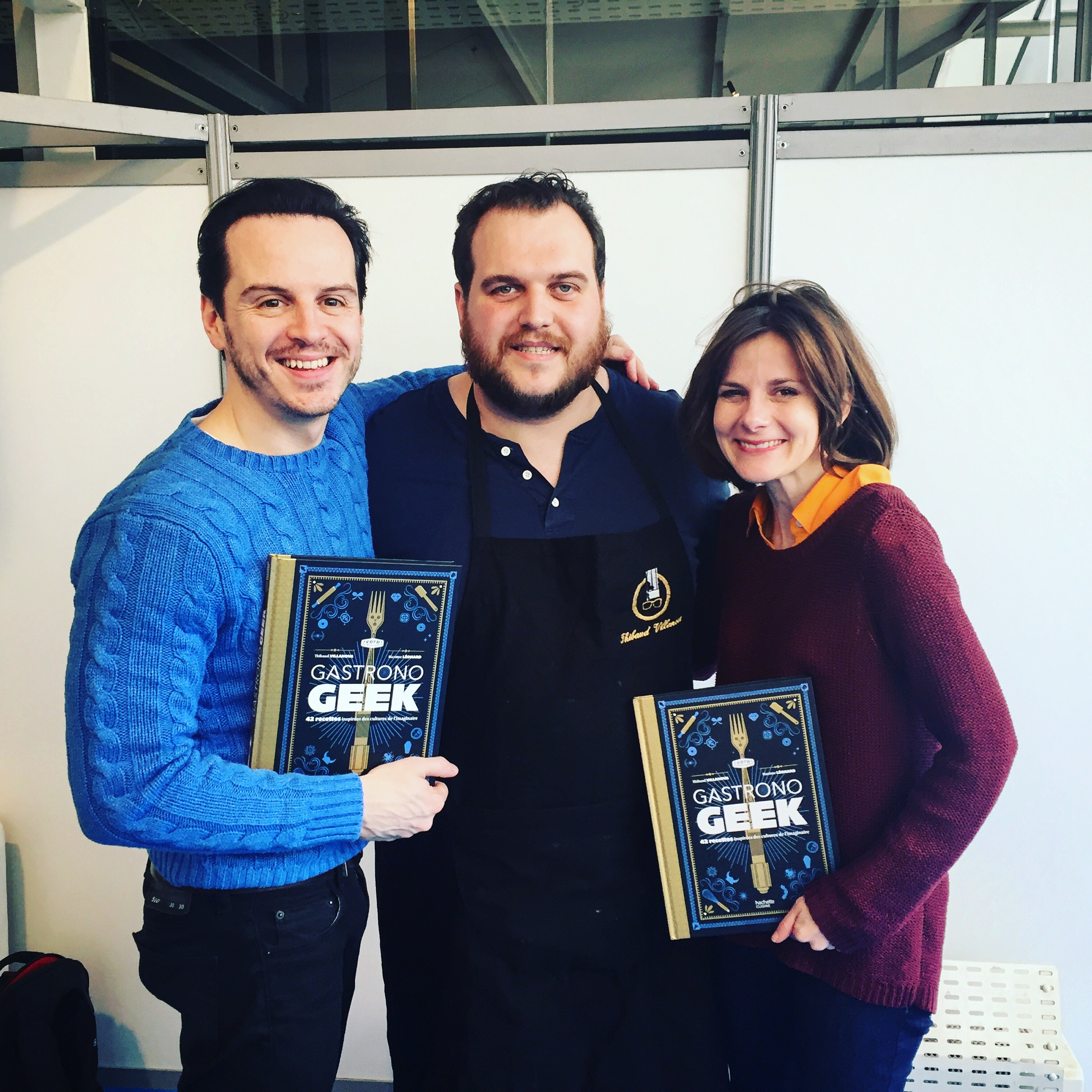
Thibaud Villanova - Chef particulier d'Andrew Scott et Louise Brealey, de la série Sherlock - 2016
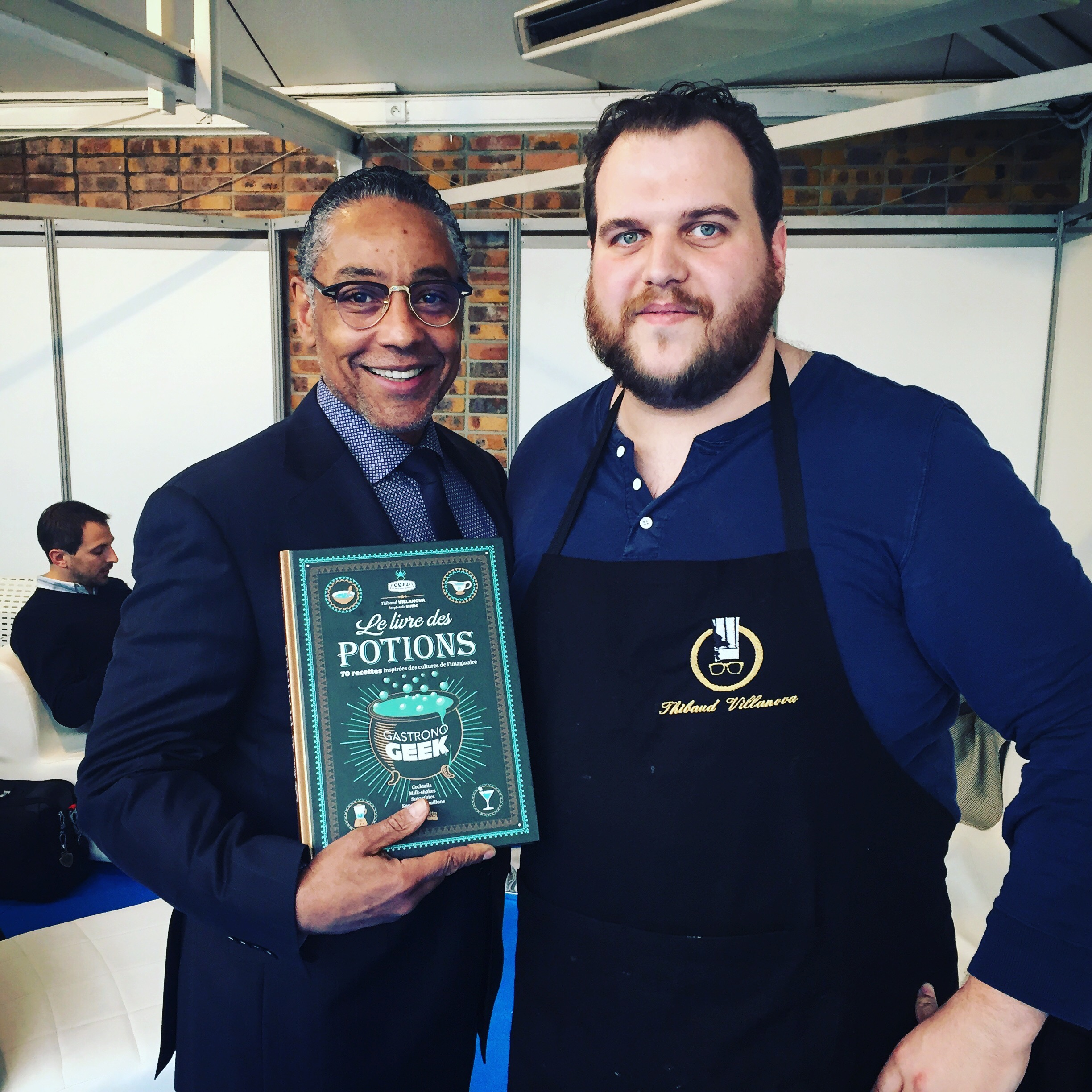
Thibaud Villanova - Chef particulier pour l'acteur Giancarlo Esposito - 2016
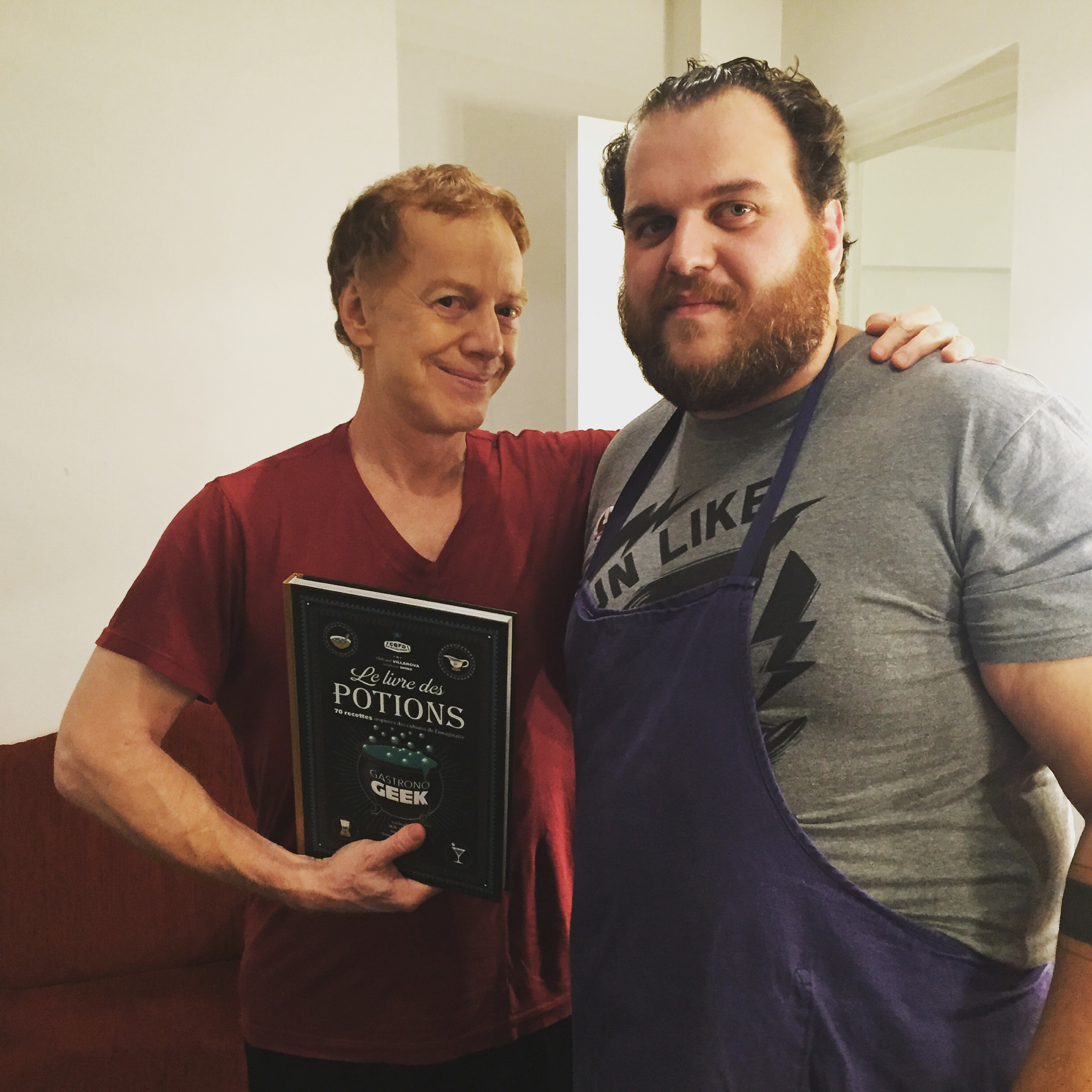
Thibaud Villanova - Chef particulier de Danny Elfman - 2015